# Ursula Pole
Ursula Stafford, Baroness Stafford (geborene Pole, * um 1504; † 12. August 1570) war eine englische Adelige. Sie war die Ehefrau von Henry Stafford, 1. Baron Stafford, eine wohlhabende Erbin und die einzige Tochter von Margaret Pole, 8. Countess of Salisbury. Ihre Mutter, die letzte Angehörige der Dynastie der Plantagenets, wurde 1541 67-jährig unter der Anklage des Hochverrats auf den Befehl König Heinrichs VIII. hingerichtet.

## Familie
Ursula Pole wurde um 1504 geboren und war die einzige Tochter von Sir Richard Pole und Margaret Pole, welche als Tochter von George Plantagenet, 1. Duke of Clarence und Isabella Nevilles die letzte überlebende Angehörige der Dynastie der Plantagenets war. Durch ihre Mutter hatte Ursula einen Anspruch auf den englischen Thron. Ursulas Vater starb 1505, als sie noch ein Baby war. Der Familiensitz der Poles war Warblington Castle in Hampshire. Ursulas Mutter Margaret war Patin und Gouvernante von Prinzessin Maria. Seit ihre Mutter 1513 den Titel Countess of Salisbury erhielt, führte Ursula das Höflichkeitsprädikat Lady.
Ursula hatte vier ältere Brüder, Henry Pole, 1. Baron Montagu, Kardinal Reginald Pole, der der letzte katholische Erzbischof von Canterbury war, Sir Geoffrey Pole und Sir Arthur Pole. Ihr ältester Bruder Henry, der einer der Adligen beim Prozess Anne Boleyns war, wurde 1539 wegen Hochverrats hingerichtet, zwei Jahre später wurde auch ihre Mutter enthauptet und verlor ihre Titel. Ursulas Bruder Geoffrey, der ebenfalls des Hochverrats verdächtigt wurde, ging ins Exil.

## Leben
Am 16. Februar 1518 oder 1519 heiratete die etwa fünfzehnjährige Ursula den knapp achtzehnjährigen Lord Henry Stafford (1501–1563), den einzigen Sohn des Edward Stafford, 3. Duke of Buckingham und der Lady Alianore Percy. Die Heirat war vom Duke of Buckingham arrangiert worden und von Kardinal Thomas Wolsey vorgeschlagen worden. Ursulas Mitgift waren 3000 Mark und sollte um 1000 Mark erhöht werden, wenn ihre Mutter gewisse Ländereien vom König zurückerhalten würde. Margaret Pole übertrug dem Paar und dessen Kindern Ländereien in Somerset und Devon im Wert von 700 Mark. Im Gegenzug bestimmte der Duke of Buckingham Ländereien im Wert von £500 als Wittum für Ursula. Er bezahlte auch die Hochzeit, außer der Hochzeitskleidung Ursulas, die von ihrer Mutter bereitgestellt wurde.
Nach ihrer Hochzeit lebten Ursula und Henry im Haushalt ihres Schwiegervaters, des Duke of Buckingham. Im November 1520 brachte Ursula ihr erstes Kind zur Welt, insgesamt hatte sie sieben Söhne und sieben Töchter.
Fünf Monate zuvor war Ursula in Frankreich beim Field of the Cloth of Gold anwesend, obwohl sie im vierten Monat schwanger war. 1521 wurde ihr Schwiegervater wegen Hochverrats enthauptet und seine Titel und Güter fielen an die Krone. Ursulas Ehemann wurde 1547 zum Baron Stafford ernannt, wodurch Ursula den Höflichkeitstitel Baroness Stafford erhielt.
Ursula schien ein gutes Verhältnis zu ihrer Schwägerin Elizabeth Stafford, Duchess of Norfolk, gehabt zu haben, mit der Ursulas Ehemann gestritten hatte. Als sie 1558 starb, vererbte Elizabeth Ursula, die sie liebevoll „suster Stafford“ nannte, all ihre Kleidung und ihren Schmuck, sowie eine französische Haube und einen samtbezogenen Sattel.
Ursula starb am 12. August 1570, mit etwa 66 Jahren. Zum Zeitpunkt ihres Todes war ihre älteste Tochter Dorothy eine der einflussreichsten Frauen am Hofe Königin Elisabeths I. Ursulas Ehemann war bereits 1563 verstorben, seine Titel gingen an den ältesten Sohn Henry über, der selbst zwei Jahre nach ihm starb.

## Nachkommen
Ursula und Henry hatten insgesamt circa vierzehn Kinder, von denen zwölf Namen bekannt sind:
- Henry Stafford (* 1520), starb in der Kindheit;
- Hon. Dorothy Stafford (1526–1604), Hofdame am Hofe Königin Elisabeths I., ⚭ 1545 Sir William Stafford, Gutsherr von Blatherwyck in Northamptonshire;
- Henry Stafford, 2. Baron Stafford († 1565), ⚭ Elizabeth Davy;
- Edward Stafford, 3. Baron Stafford (1536–1603), ⚭ Lady Maria Stanley, Tochter des Edward Stanley, 3. Earl of Derby;
- Hon. Richard Stafford, ⚭ Mary Corbet;
- Hon. Walter Stafford (um 1539–nach 1571);
- Hon. Thomas Stafford (um 1533–1557), wegen Hochverrats hingerichtet;
- Hon. William Stafford;
- Hon. Elizabeth Stafford, ⚭ Sir William Nevill, Gutsherr von Chebsey;
- Hon. Anne Stafford, ⚭ Sir Henry Williams;
- Hon. Susan Stafford;
- Hon. Jane Stafford.